# Valerie Sweeting
Valerie Sweeting –conocida como Val Sweeting– (Redvers, 9 de julio de 1987) es una deportista canadiense que compite en curling.
Ganó dos medallas de bronce en el Campeonato Mundial de Curling, en los años 2022 y 2023, y una medalla de bronce en el Campeonato Pan Continental de Curling Femenino de 2022.

## Palmarés internacional
| Campeonato Mundial         | Campeonato Mundial     | Campeonato Mundial | Campeonato Mundial |
| Año                        | Lugar                  | Medalla            | Prueba             |
| -------------------------- | ---------------------- | ------------------ | ------------------ |
| 2022                       | Prince George (Canadá) | Medalla de bronce  | Equipo             |
| 2023                       | Sandviken (Suecia)     | Medalla de bronce  | Equipo             |
| Campeonato Pan Continental |                        |                    |                    |
| Año                        | Lugar                  | Medalla            | Prueba             |
| 2022                       | Calgary (Canadá)       | Medalla de bronce  | Equipo             |